# راي براون (لاعب كرة قاعدة)
راي براون (بالإنجليزية: Ray Brown)‏ هو لاعب كرة قاعدة أمريكي، ولد في 31 يناير 1889 في شيكاغو في الولايات المتحدة، وتوفي في 25 مايو 1955 في لوس أنجلوس في الولايات المتحدة.

## وصلات خارجية
- راي براون على موقعبيزبول رفرنس.كوم (الدوري الرئيسي) (الإنجليزية)
- راي براون على موقعبيزبول رفرنس.كوم (الدوري الثانوي) (الإنجليزية)
- راي براون على موقع مشجعي الرسوم البيانية (الإنجليزية)